# 줄무늬토끼
줄무늬토끼는 토끼목 토끼과 줄무늬토끼속(Nesolagus)에 속하는 토끼의 총칭이다. 안남줄무늬토끼와 수마트라줄무늬토끼의 현존하는 2종과 멸종한 종 Nesolagus sinensis의 3종으로 이루어져 있다.

## 하위 종
- 안남줄무늬토끼 (N. timminsi)
- 수마트라줄무늬토끼 (N. netscheri)
- † N. sinensis - 중국 플라이스토세 초기[2]